# Грін (Нью-Йорк)
Грін (англ. Greene) — місто (англ. town) в США, в окрузі Ченанго штату Нью-Йорк. Населення — 5296 осіб (2020).

## Демографія
Згідно з переписом 2010 року, у місті мешкали 5604 особи в 2331 домогосподарстві у складі 1529 родин. Було 2659 помешкань
Расовий склад населення:
| - 97,5 % — білих - 0,4 % — чорних або афроамериканців - 0,3 % — корінних американців - 0,3 % — азіатів |

До двох чи більше рас належало 1,2 %. Частка іспаномовних становила 1,1 % від усіх жителів.
За віковим діапазоном населення розподілялося таким чином: 22,9 % — особи молодші 18 років, 61,0 % — особи у віці 18—64 років, 16,1 % — особи у віці 65 років та старші. Медіана віку мешканця становила 43,6 року. На 100 осіб жіночої статі у місті припадало 98,1 чоловіків;  на 100 жінок у віці від 18 років та старших — 96,5 чоловіків також старших 18 років.
Середній дохід на одне домашнє господарство  становив 68 672 долари США (медіана — 58 147), а середній дохід на одну сім'ю — 80 476 доларів (медіана — 72 283). Медіана доходів становила 51 952 долари для чоловіків та 34 184 долари для жінок. За межею бідності перебувало 12,4 % осіб, у тому числі 23,8 % дітей у віці до 18 років та 5,4 % осіб у віці 65 років та старших.
Цивільне працевлаштоване населення становило 2511 осіб. Основні галузі зайнятості: освіта, охорона здоров'я та соціальна допомога — 28,3 %, виробництво — 19,7 %, роздрібна торгівля — 8,8 %, будівництво — 7,0 %.